# Bangana devdevi
Bangana devdevi е вид лъчеперка от семейство Шаранови (Cyprinidae). Видът не е застрашен от изчезване.

## Разпространение
Разпространен е в Индия (Манипур), Мианмар и Тайланд.